# Тенгјо
Тенгјо (天慶) је јапанска ера (ненко) која је именована после Џохеи и пре Тенрјаку ере. Временски је трајала од маја 938. до априла 947. године и припадала је Хејан периоду. Владајући цареви били су Сузаку и Мураками.

## Важнији догађаји Тенгјо ере
- 6. април 938. (Тенгјо 1, четврти дан трећег месеца): Двадесет петлова је упарено у борбама како би забавили цара.[4]
- 938. (Тенгјо 1, четврти месец): Неколико потреса се осетило у престоници Хејан-кјо.[4]
- 939. (Тенгјо 1, први месец): Фуџивара но Тадахира слави свој 60 рођендан.[4]
- 939. (Тенгјо 2, пети месец): Удаиџин Фуџивара но Цунесуке умире.[4]
- 939. (Тенгјо 2, дванаести месец): Почетак побуне Таира но Масакаде.
- 941. (Тенгјо 4, седми месец) : Фуџивара но Сумитомо умире; завршетак побуне.
- 941. (Тенгјо 4, једанаести месец): Тадахира добија титулу кампаку (саветник).[5]
- 944. (Тенгјо 7, једанаести месец): Фуџивара ни Санејори, најстарији син Тадахире именован је удаиџином.[5]
- 945. (Тенгјо 8, једанаести месец): Садаиџин Фуџивара но Накахира умире у 71 години.[5]
- 16. мај 946. (Тенгјо 9, тринаести дан четвртог месеца): У шеснаестој години владавине, цар Сузаку абдицира. Наследник је његов млађи брат Наријакира.[6][7]
- 31. мај 946. (Тенгјо 9, двадесетосми дан четвртог месеца): Цар Мураками који је тада имао 21 годину, ступа на трон.[8][9]